# تاريخ زامبيا
.
شهد تاريخ زامبيا مراحل عديدة منذ العصور الأولى وحتى العصر الحديث ، ويعيش سكان زامبيا الحاليون على أراض مرت بمراحل تاريخية عدة كالهجرات والحروب والاستعمار حتى الاستقلال وأزمات الاقتصاد وصراعات الأرض.

## التاريخ المبكر
ظهر وجود البشر الأثريين في زامبيا قبل 200000 عام على الأقل من خلال اكتشاف جمجمة في بروكن هيل في كابوي في عام 1921 - وكان هذا أول حفرية بشرية تم اكتشافها على الإطلاق في إفريقيا.
كان أقرب البشر الحديثين الذين يعيشون في إقليم زامبيا المعاصرة هم الخواص. لقد كانوا رجال بشر، بنية اللون، صيادون يعيشون حياة بدوية، مع تكنولوجيا العصر الحجري. قاموا في الأساس بجمع الفاكهة والمكسرات، لكنهم قاموا أيضًا بصيد الظباء والحيوانات الأخرى.
كان الخواصون هم السكان الوحيدون لمعظم زامبيا حتى القرن الرابع، عندما بدأ البانتو في الهجرة من الشمال. كانت لديهم تكنولوجيا أكثر تطوراً - كانوا مزارعين ولديهم أسلحة وأسلحة من الحديد والنحاس، فضلاً عن المعرفة بصناعة الفخار. لقد عاشوا في قرى صغيرة مكتفية ذاتيا من أكواخ wattle و dau ، والذرة الرفيعة والفاصوليا، وكذلك حفظ الماشية والماعز.
تعيش تونغا في جنوب زامبيا على طول نهر زامبيزي أول المستوطنين بين الجماعات العرقية الحديثة في زامبيا اليوم. يبدو أن اسم تونغا من كلمة في لغة الشونا تعني «مستقلة».
منذ أن مارس المزارعون الأوائل الزراعة المائلة، اضطروا إلى التحرك باستمرار جنوبًا عندما تم استنفاد التربة. قُتل الخُوُص الأصليون أو تم دمجهم في الثقافة الجديدة أو نزحوا إلى مناطق غير مناسبة للزراعة.مع إدخال الزراعة نما عدد السكان، وأصبحت المزيد من الأراضي المزروعة. بحلول القرنين الحادي عشر والثاني عشر، بدأ مجتمع أكثر تقدماً في الظهور. على الرغم من أن معظم القرى لا تزال مكتفية ذاتيا، إلا أن التجارة البعيدة المدى كانت تتطور. تم تكثيف تعدين النحاس، وربما تم استخدام الصلبان النحاسية كعملة. كان العاج مصدرا، والمنسوجات القطنية استيراد. أحد المواقع الأثرية الأكثر شهرة لهذه الفترة هوب إنج أومبي إيليد القرب من سايفونجا بالقرب من سد كاريبا، الذي تم اكتشافه في عام 1960. أدت الزيادة في التجارة إلى وجود وحدات سياسية أكبر وهياكل اجتماعية أكثر تعقيدًا.

## من 1500 إلى 1900
شهدت الفترة ما بين القرنين السادس عشر والتاسع عشر ظهور الممالك المنظمة للعصر الحديدي وكذلك الهجرة الواسعة النطاق. تم إنشاء أربع ممالك في هذه الفترة - كازمبي-لوندا في الشمال مركزه على نهر لوابولا السفلي، وبمبا في الشمال الشرقي، والشيوا في الشرق، واللوزي في الغرب، ويتركز على نهر زامبيزي العلوي.
لم تكن أراضي زامبيا الحالية، التي تقع في المناطق الداخلية البعيدة، على اتصال مباشر مع غير الأفارقة حتى وقت قريب نسبياً في تاريخها. التجار العرب والبرتغال كانوا يزورون في القرن الثامن عشر. أول زائر أوروبي مسجل إلى زامبيا كان البرتغالي مانويل كايتانو بيريرا (تاجر من أصل غواني وبرتغالي مختلط) في عام 1796 وفرانسيسكو دي لاسيردا (مستكشف) في عام 1798. جاء كلاهما عبر تيتي في موزمبيق إلى عاصمة مواتا كازيمبي للحصول على موافقة الرئيس على طريق التجارة البرتغالية بين أراضيها موزمبيق وأنغولا. توفي لاسردا غضون أسابيع قليلة من وصوله إلى كازمبي، لكنه ترك مجلة قيّمة أعادها إلى تيتي كاهنته والتي ترجمها لاحقًا إلى الإنجليزية المستكشف السير ريتشارد بيرتون.
ومع ذلك، يعتقد انا البرتغاليون جاء لأول مرة في عام 1720 إلى زومبو، موزمبيق، عبر نهر لوانجوا من زامبيا، عند التقاء نهر زامبيزي. حوالي عام 1820 استقروا على الجانب الزامبي في فيرا (لوانجوا الآن). لذلك فمن المحتمل جدًا أنهم كانوا يزورون الأراضي الزامبية بين عامي 1720 و 1820.
أول بريطاني يسجل قدمًا على أرض زامبيا هو ديفيد ليفينجستون. في عام 1851، بدأ استكشافه المعروف لنهر زامبيزي العلوي، وفي عام 1855 أصبح أول أوروبي يرى موسي أونا - تونيا، الشلال على نهر زامبيزي، الذي أطلق عليه اسم الملكة فيكتوريا - المدينة الزامبية بالقرب من شلالات اسمه من بعده. توفي في وقت لاحق ليفينغستون في زامبيا في عام 1873.
عندما وصل أول الأوروبيين، كانت أقوى الدول في زامبيا ما قبل الاستعمار مملكة باروتسلاند في زامبيزي العليا، ومملكة مواتا كازيمبي في لوابولا.
رفض الشعب اللوزي في باروتسلاند وصول التجار العرب والبرتغاليين إلى أراضيهم. عندما تم تأسيس المملكة لأول مرة، كان الأمر غير مؤكد، ولكن كان من المؤكد أنه كان موجودًا بحلول القرن الثامن عشر، حيث أطلق اللوزي على أنفسهم اسم الويا وبلدته نغولو. حاكمها كان يسمى ليتونجا. كان لديه عاصمتان: في موسم الجفاف، أقام في منتصف سهل فيضان زامبيزي في ليلوي، بينما في بداية موسم الأمطار انتقل إلى ليمولونغا، فوق مستوى مياه الفيضان، وهي حركة ما زالت تحتفل بها في العام مهرجان كومبوكا.
أول حقيقة تاريخية معينة تتعلق بباروتلاند هي وصول ماكولولو في أوائل القرن التاسع عشر، وهي عشيرة من شعب الباسوتو الجنوب أفريقي أو شعب تسوانا. بعد أن هُزمت بالكامل من قبل مملكة زولو الجديدة في شاكا في عشرينيات القرن التاسع عشر، اضطرت بقايا ماكولولو، بقيادة سيبيتواني، إلى السير شمالًا هربًا. احتلوا اللوزي وأصبحوا الطبقة الأرستقراطية في باروتسلاند، مع سيبيتوان ليتوانجا الجديدة.

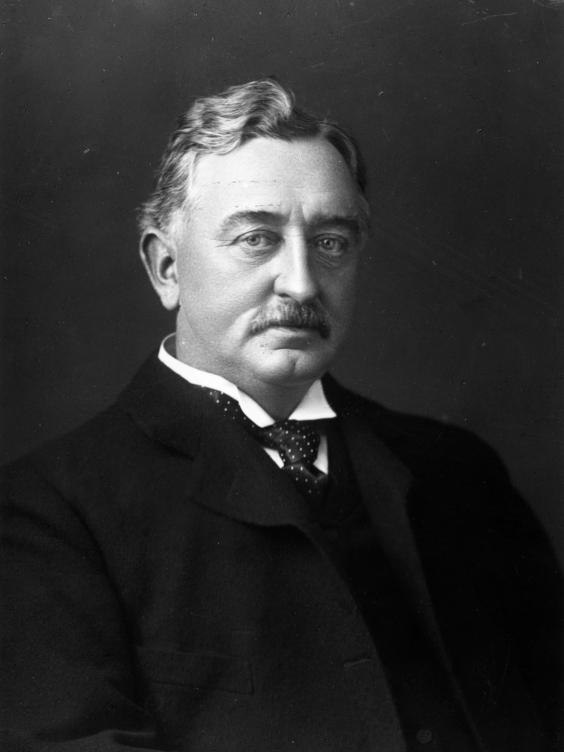
سيسيل رودس

أثبت سيبيتواني أنه قائد قادر، ويتحدث عنه باحترام كبير ديفيد ليفينجستون، الذي قابله في عام 1851 قبل وفاته بفترة وجيزة. وقد خلفه ابنته ماموشيسان، التي تنحت في وقت مبكر لصالح شقيقها غير الشقيق سكيليتو. معه، يبدو أن إمبراطورية ماكولولو بدأت في الانهيار، خاصة بعد وفاته في عام 1863: بعد عام أدى الانشقاق الداخلي في الطبقة الحاكمة إلى ثورة من جانب اللوزي التي قيل إنها ألغت الأرستقراطية في ماكولولو وأجبرت الناجين على الهجرة إلى ملاوي الحالية.
قرب نهاية القرن التاسع عشر، بدأ الصيادون البريطانيون، ثم التجار، ثم وصل المستوطنون.

## الفترة الاستعمارية
في عام 1888، حصلت سيسيل رودس، التي تقود المصالح التجارية والسياسية البريطانية في وسط إفريقيا، على تنازلات حقوق المعادن من الزعماء المحليين. في نفس العام، تم الإعلان عن روديسيا الشمالية والجنوبية، والآن زامبيا وزيمبابوي، مجال نفوذ بريطاني. في البداية كانت المنطقة تديرها شركة رودس البريطانية الجنوب أفريقية (BSAC)، والتي أبدت القليل من الاهتمام بالمقاطعة واستخدمتها بشكل أساسي كمصدر للعمالة.
كان العامل الأكثر أهمية في اقتصاد المستعمرة هو النحاس، ويعزى اكتشافه جزئيًا إلى المكتشف الأمريكي، فريدريك راسل بورنهام، الذي قاد عام 1895 وأشرف على بعثة استكشاف المناطق الشمالية الضخمة (BSA) التي أسست تلك الرواسب النحاسية الرئيسية كانت موجودة في وسط أفريقيا. على طول نهر كافو في روديسيا الشمالية، رأى بورنهام العديد من أوجه التشابه مع رواسب النحاس التي كان يعمل بها في الولايات المتحدة، وواجه مواطنين يرتدون الأساور النحاسية.
في عام 1923 قررت الحكومة البريطانية عدم تجديد ميثاق الشركة؛ نتيجة لذلك، تم ضم روديسيا الجنوبية رسميًا ومنحت الحكم الذاتي في عام 1923. بعد المفاوضات، تم نقل إدارة روديسيا الشمالية إلى المكتب الاستعماري البريطاني في عام 1924 كمحمية، وعاصمتها ليفينجستون. تم نقل العاصمة إلى لوساكا الأكثر مركزية في عام 1935. تم إنشاء مجلس تشريعي، تم انتخاب خمسة أعضاء من قِبل الأقلية الأوروبية الصغيرة (4000 شخص فقط)، ولكن لم ينتخب أي منهم السكان الأفارقة.

علم روديسيا الشمالية.

في عام 1928 تم اكتشاف رواسب نحاسية هائلة في المنطقة التي أصبحت تعرف بعد ذلك باسم الحزام النحاسي، حيث حولت روديسيا الشمالية من أرض استعمار محتملة للمزارعين البيض إلى مصدر للنحاس. بحلول عام 1938 أنتجت البلاد 13 ٪ من استخراج النحاس في العالم. تم تطوير القطاع من قبل شركتين. شركة الأنجلو أمريكان (AAC) وصندوق اختيار روديسيان الجنوب أفريقي (RST)، الذي سيطر على القطاع حتى الاستقلال. تسبب سوء سجل السلامة وزيادة الضرائب في إضراب عمال المناجم الأفارقة في عام 1935، والمعروف باسم إضراب كوبربيلت. وقد سحق الإضراب من قبل السلطات. قتل ستة من عمال المناجم. خلال الحرب العالمية الثانية، خرج عمال المناجم البيض في إضراب عام 1940. وأدركوا أهمية منتجاتهم في الحرب، وطالبوا بزيادة الرواتب. وأعقب هذا الإضراب إضراب عمال المناجم الأفارقة. حتى قبل الحرب، كانت هناك محادثات حول دمج روديسياس، لكن العملية البريطانية أوقفتها، وتوقفتها الحرب تمامًا. أخيرًا، في عام 1953، انضم روديسياس إلى نياسالاند (ملاوي الآن) لتشكيل اتحاد وسط إفريقيا. كانت روديسيا الشمالية مركزًا للكثير من الاضطرابات والأزمات التي أصابت الاتحاد في سنواته الأخيرة. في صلب الجدل، كانت المطالب الأفريقية الملحة بمشاركة أكبر في المخاوف الحكومية والأوروبية من فقدان السيطرة السياسية. أسفرت الانتخابات على مرحلتين في أكتوبر وديسمبر 1962 عن أغلبية أفريقية في المجلس التشريعي وتحالف غير مستقر بين الحزبين القوميين الأفارقة. أصدر المجلس قرارات تطالب بانفصال روديسيا الشمالية عن الاتحاد والمطالبة بالنفس الداخلي الكامل بموجب دستور جديد، ومجلس وطني جديد قائم على امتياز أوسع وأكثر ديمقراطية. في 31 ديسمبر 1963، تم حل الاتحاد، وأصبحت روديسيا الشمالية جمهورية زامبيا في 24 أكتوبر 1964.

## الحرب البارده والاستقلال
عند الاستقلال، على الرغم من ثروتها المعدنية الكبيرة، واجهت زامبيا تحديات كبيرة. على الصعيد المحلي، كان هناك عدد قليل من الزامبيين المدربين والمتعلمين القادرين على إدارة الحكومة، وكان الاقتصاد يعتمد إلى حد كبير على الخبرة الأجنبية. كانت معظم الدول المجاورة لزامبيا لا تزال مستعمرات أو تحت حكم الأقلية البيضاء.
فاز حزب الاستقلال الوطني المتحد (UNIP) في انتخابات ما قبل الاستقلال، حيث حصل على 55 من أصل 75 مقعدًا. حصل المؤتمر الوطني الزامبي الأفريقي على 10 مقاعد، وفاز الحزب التقدمي الوطني بجميع المقاعد العشرة المخصصة للبيض. تم انتخاب كينيث كاوندا رئيسًا للوزراء، وفي وقت لاحق من نفس العام رئيسًا، حيث تبنت البلاد نظامًا رئاسيًا.
اعتمد كاوندا أيديولوجية الاشتراكية الأفريقية، على مقربة من جوليوس نيريري في تنزانيا. ركزت السياسات الاقتصادية على التخطيط والتأميم المركزيين، وتم وضع نظام حكم الحزب الواحد.

## نحو حكم حزب واحد

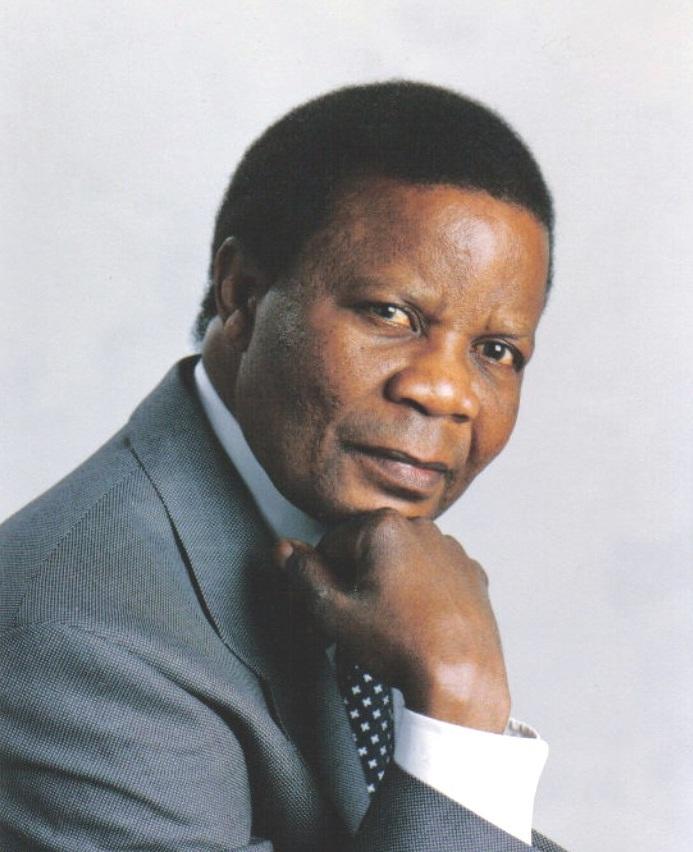
S.M Chisembele، وزير مجلس الوزراء مقاطعة الغربية.

في عام 1968، أعيد انتخاب كوندا رئيسًا، حيث خاض الانتخابات دون معارضة. خلال السنوات التالية اعتمدت زامبيا نظام الحزب الواحد. في عام 1972 تم حظر جميع الأحزاب السياسية باستثناء UNIP، وتم إضفاء الطابع الرسمي على ذلك في دستور جديد تم اعتماده في عام 1973. وضع الدستور نظامًا يسمى «الديمقراطية التشاركية أحادية الحزب»، مما يعني في الواقع أن UNIP أصبح العامل السياسي الوحيد في البلد. نص على رئيس قوي وجمعية وطنية من مجلس واحد. وضعت السياسة الوطنية من قبل اللجنة المركزية لبرنامج الأمم المتحدة الإنمائي. نفذ مجلس الوزراء سياسة اللجنة المركزية. في الانتخابات التشريعية، لم يُسمح إلا للمرشحين الذين يترشحون لبرنامج UNIP بالمشاركة. على الرغم من أن المنافسة بين الأحزاب كانت غير واردة، إلا أن المنافسة على المقاعد داخل برنامج الأمم المتحدة الوطني كانت نشطة. في الانتخابات الرئاسية، كان المرشح الوحيد المسموح له بالترشح هو المرشح الذي تم انتخابه رئيسًا لـ UNIP في المؤتمر العام للحزب. وبهذه الطريقة، أعيد انتخاب كوندا دون معارضة بنعم أو بلا تصويت في الأعوام 1973 و1978 و1983 و1988.
لكن هذا لا يعني أنه لم يكن هناك خلاف على فرض حكم الحزب الواحد في البلد أو داخل برنامج الأمم المتحدة الوطني. أنشأ سيلفستر موامبا تشيسمبيل، الذي كان وزيراً للمقاطعة الغربية (سابقًا مقاطعة باروتسي) مع قادة UNIP من 7 من المقاطعات الثماني، لجنة من 14 هدفًا من 14 لجنة كان يتألف من قائدين من كل من المقاطعات السبع كان إنشاء مجلس منتخب ديمقراطيا يتألف من زعيمين من كل مقاطعة لحكم البلاد بالإجماع مع الرئيس كرئيس للدولة. لو تم تحقيق ذلك، لكان هذا يعني تقليص السلطة المطلقة المقيمة في الرئيس كوندا. حضرت لجنة الـ 14 اجتماعًا في دار الدولة وافق فيه الرئيس كاوندا على النظر في مقترحاتهم. ومع ذلك، قام في وقت لاحق بحظر لجنة 14، وأعقب هذا الإجراء تعليق سيلفستر تشيسمبل وتم إقالة العديد من القادة. عاد تشيسيمبيلي لاحقًا إلى مجلس الوزراء كوزير للمنطقة الشرقية، وبعد ذلك بعامين في عام 1977 تم نقله في نفس المنصب إلى مقاطعة كوبربيلت، حيث كان الوضع السياسي متوتراً، خاصةً بسبب الانتخابات العامة المقبلة. انضم سايمون إم كابويوي وهاري موانجا نكومبولا، اللذان كانا قبل إعلان دولة الحزب الواحد، زعيمي الحزبين UPP و ANC السياسيين على التوالي، إلى UNIP بقصد تحدي الرئاسة. ومع ذلك، فشلت محاولتهم تحدي الرئيس كوندا لرئاسة الجمهورية على بطاقة برنامج الأمم المتحدة الإنمائي، حيث تم منعهما وإقصاءهما بسبب التلاعب بالرئيس كوندا، الذي وقف دون معارضة. طعن سيمون كابويبي وهاري نكومبولا في انتخابات 1978 الرئاسية للرئيس كاوندا في المحكمة العليا، ولكن من غير المستغرب أن عملهما لم ينجح.

## الاقتصاد وأزمة النحاس
بعد الاستقلال تبنت زامبيا سياسة اقتصادية يسارية. كان الاقتصاد يدار إلى حد ما من خلال التخطيط المركزي، وبموجب الخطط الخمسية، تم تأميم الشركات الخاصة ودمجها في تكتلات كبيرة مملوكة للدولة. كان هدف الحكومة هو تحقيق الاكتفاء الذاتي، والذي سعت إلى تحقيقه من خلال استبدال الواردات. في البداية نجحت الخطة ونما الاقتصاد بشكل مطرد، ولكن في منتصف السبعينيات بدأ الاقتصاد في الانخفاض بشكل كبير. خلال الفترة بين عامي 1975 و 1990 انخفض اقتصاد زامبيا بنسبة 30 ٪ تقريبًا.
والسبب في ذلك هو أن الاقتصاد الزامبي كان يعتمد بشكل كبير على صناعة النحاس، التي سبق تأميمها. خلال سبعينيات القرن العشرين، هبط سعر النحاس بشكل كبير، ويرجع ذلك جزئيًا إلى اتحاد الجمهوريات الاشتراكية السوفياتية، ثاني أكبر منتج، والذي أغرق السوق. وقد أدى ذلك إلى عجز كبير للمؤسسة المملوكة للدولة. سبب آخر للهبوط هو تورط زامبيا في سياسة الدول المجاورة، ومشاكل النقل التي أدت إلى ذلك.
للتعامل مع الأزمة، حصلت زامبيا على قروض كبيرة من صندوق النقد الدولي والبنك الدولي، على أمل أن ترتفع أسعار النحاس مرة أخرى قريبًا، بدلاً من إصدار إصلاحات هيكلية.

## السياسة الخارجية
على الصعيد الدولي، يكمن تعاطف زامبيا مع قوى معارضة للحكم الاستعماري أو الأبيض. خلال العقد القادم، دعمت بنشاط حركات مثل الاتحاد الوطني للاستقلال التام لأنجولا (UNITA) في ظل حرب الاستقلال وتحت الحرب الأهلية اللاحقة، والاتحاد الشعبي الأفريقي في زيمبابوي (ZAPU) في جنوب روديسيا، والاتحاد الوطني الأفريقي الكونغرس (ANC) في نضالهم ضد الفصل العنصري في جمهورية جنوب أفريقيا، والمنظمة الشعبية لجنوب غرب أفريقيا (SWAPO) في نضالهم من أجل الاستقلال لناميبيا. زامبيا استضافت أيضا بعض الحركات. على سبيل المثال، كان مقر قيادة حزب المؤتمر الوطني الأفريقي في المنفى في لوساكا، وكان لدى زابو قاعدة عسكرية في زامبيا. وقد أدى ذلك إلى مشاكل أمنية، حيث داهمت جنوب إفريقيا وجنوب روديسيا أهدافًا داخل زامبيا في عدة مناسبات.
امتدت عمليات مكافحة التمرد في روديسيا إلى زامبيا بعد أن أسقط متمردو الجيش الثوري الشعبي لزمبابوي (ZIPRA) طائرتين مدنيتين غير مسلحتين من فيكرز فيكونت (رحلة طيران روديسيا 825 في 3 سبتمبر 1978 ورحلة طيران روديسيا 827 في 12 فبراير 1979) باستخدام طائرة SA-7 الجوية السوفيتية رؤية الصواريخ. ردا على إسقاط الرحلة 825 في سبتمبر عام 1978، هاجم سلاح الجو الروديسي قاعدة حرب العصابات ZIPRA في مزرعة ويستلاندز بالقرب من لوساكا في أكتوبر 1978، وحذر القوات الزامبية عبر الراديو من التدخل.
أسفرت النزاعات مع روديسيا عن إغلاق حدود زامبيا مع ذلك البلد ومشاكل حادة في النقل الدولي وإمدادات الطاقة. ومع ذلك، فإن محطة كاريبا الكهرومائية على نهر زامبيزي توفر القدرة الكافية لتلبية احتياجات البلاد من الكهرباء. TAZARA ، وهو خط سكة حديد إلى ميناء دار السلام التنزاني، تم بناؤه بمساعدة صينية، قلل من اعتماد زامبيا على خط السكك الحديدية جنوبًا إلى جنوب إفريقيا وغربًا عبر أنغولا التي مزقتها الحرب بشكل متزايد.
تسبب الصراع المدني في موزامبيق وأنغولا المجاورتين في خلق أعداد كبيرة من اللاجئين الذين فر الكثير منهم إلى زامبيا.
على الصعيد الدولي، كانت زامبيا عضوًا نشطًا في حركة عدم الانحياز، واستضافت قمة في لوساكا في عام 1970. شغل كينيث كاوندا منصب رئيس الحركات 1970-1973. من بين بلدان عدم الانحياز كانت زامبيا قريبة بشكل خاص من يوغوسلافيا. خارج حركة عدم الانحياز زامبيا أيضا علاقات وثيقة مع جمهورية الصين الشعبية.
في حرب الكونغو الثانية، دعمت زامبيا زيمبابوي والكونغو، لكنها لم تشارك في القتال.

## الديمقراطية متعددة الأحزاب

### نهاية حكم الحزب الواحد
خلق حكم الحزب الواحد والاقتصاد المتراجع خيبة أمل بين الناس. ضربت عدة إضرابات البلاد في عام 1981. وردت الحكومة باعتقال العديد من قادة النقابات، من بينهم فريدريك تشيلوبا. في عامي 1986 و1987 اندلعت الاحتجاجات مرة أخرى في لوساكا وكوبربيلت. وأعقب ذلك أعمال شغب بسبب ارتفاع أسعار المواد الغذائية في عام 1990، والتي قتل فيها ما لا يقل عن 30 شخصًا. وفي العام نفسه، زعم الراديو الذي تملكه الدولة أن الجيش قد أزال كاوندا من منصبه. لم يكن هذا صحيحًا، وفشلت محاولة الانقلاب الزامبي لعام 1990.
هذه الاحتجاجات الواسعة جعلت كاوندا يدرك الحاجة إلى الإصلاح. وعد بإجراء استفتاء على الديمقراطية متعددة الأحزاب، ورفع الحظر المفروض على الأحزاب السياسية. نتج عن ذلك تكوين سريع لأحد عشر حفلة جديدة. من بين هذه الحركة من أجل الديمقراطية متعددة الأحزاب (MMD)، بقيادة زعيم النقابة السابق فريدريك تشيلوبا، كانت الأكثر أهمية. بعد الضغط على الأحزاب الجديدة، تم إلغاء الاستفتاء لصالح الانتخابات المباشرة متعددة الأحزاب.

### فريدريك تشيلوبا والديمقراطية متعددة الأحزاب (MMD)
بعد صياغة دستور جديد، أجريت الانتخابات في عام 1991. كان يُنظر إليها عمومًا على أنها كانت حرة ونزيهة، وفاز تشيلوبا بنسبة 76٪ من الأصوات الرئاسية، وحصل MMD 125 على 150 مقعدًا في الجمعية الوطنية، مع UNIP أخذ الـ 25 المتبقية. اقتصاديا تشيلوبا، على الرغم من كونه زعيم نقابي سابق، وقفت إلى يمين كاوندا. بدعم من صندوق النقد الدولي والبنك الدولي، الذي كانت زامبيا مدينة له بشدة، قام بتحرير الاقتصاد عن طريق تقييد التدخل الحكومي، وإعادة خصخصة الشركات المملوكة للدوله، مثل صناعة تعدين النحاس المهمة، وإزالة الإعانات المالية للسلع المختلفة، أبرزها على وجبة الذرة. عندما ألغي حكم حزب واحد لأول مرة في عام 1991، توقع الكثيرون مستقبلًا أكثر ديمقراطية لزامبيا. لكن هذه التوقعات كانت محجوبة بمعاملة MMD للمعارضة. تسببت التعديلات المشكوك فيها في الدستور واحتجاز المعارضين السياسيين في انتقاد كبير، وسحبت بعض الدول المانحة، أي المملكة المتحدة والدنمارك، مساعداتها.

#### الإنقلابات وحالات الطوارئ
في عام 1993، نشرت صحيفة التايمز أوف زامبيا المملوكة للحكومة قصة عن خطة سرية لـ UNIP للسيطرة على الحكومة بوسائل غير دستورية تسمى «خطة خيار الصفر». تضمنت الخطة الاضطرابات الصناعية وتشجيع العنف، ومنظمات الاحتجاجات الجماعية. لم ينكر برنامج الأمم المتحدة الوطني وجود مثل هذه الخطة، لكنه أكد أنه لم يكن جزءًا من سياستهم الرسمية، بل آراء المتطرفين داخل الحزب. وردت الحكومة بإعلان حالة الطوارئ واحتجاز 26 شخصًا. ومن بين هؤلاء، اتُهم سبعة، بمن فيهم نجل كينيث كوندا، وزي كاوندا، بارتكاب جرائم ضد أمن الدولة. تم إطلاق الباقي.
قبل انتخابات عام 1996، شكل التحالف تحالفًا مع ستة أحزاب معارضة أخرى. كان كينيث كاوندا قد تقاعد في وقت سابق من السياسة، ولكن بعد الاضطرابات الداخلية في الحزب بسبب فضيحة «خطة الخيار الصفري»، عاد، ليحل محل خلفه كيببي موسوكوتواني. ثم عدلت حكومة تشيلوبا الدستور، وحظرت على الأشخاص الذين لم يكون آباؤهم مواطنين زامبيين من أن يصبحوا رؤساء. كان هذا موجهًا بشكل مباشر إلى كاوندا، اللذي كان والداية من مالاوي. احتجاجًا على ذلك، قاطع UNIP وحلفاؤه الانتخابات، التي فاز بها بسهولة بعد ذلك Chiluba و MMD.
في عام 1997 تصاعدت الأمور. في 28 أكتوبر، وقعت محاولة انقلاب، حيث سيطرت مجموعة من قادة الجيش على محطة الإذاعة الوطنية، وبثوا رسالة تفيد بأن شيلوبا لم يعد رئيسًا. تم إنهاء الانقلاب من قبل القوات النظامية، بعد أن أعلن تشيلوبا مرة أخرى حالة الطوارئ. قتل شخص واحد خلال العملية. بعد الانقلاب الفاشل اعتقلت الشرطة 84 شخصًا على الأقل متهمين بالتورط. وكان من بينهم كينيث كاوندا ودين مونجومبا، زعيم حزب المعارضة، المؤتمر الديمقراطي في زامبيا. تم إدانة الاعتقالات وانتقادها باعتبارها غير قانونية داخل وخارج زامبيا، كما تم توجيه اتهامات بالتعذيب. أُطلق سراح كوندا في يونيو من العام التالي، لكن حُكم على 44 من الجنود الذين شاركوا في الانقلاب بالإعدام في عام 2003.

#### انتخابات 2001
قبل انتخابات عام 2001، حاول تشيلوبا تغيير الدستور للسماح له بالترشح لولاية ثالثة. أُجبر على التراجع عن هذه النقطة بعد احتجاج من داخل الحزب وكذلك من الجمهور الزامبي.